# Frank Rogers
Frank Mandeville Rogers V é um compositor, produtor musical e musicista norte-americano.